# Azerbaiyán en los Juegos Paralímpicos de Atenas 2004
Azerbaiyán estuvo representado en los Juegos Paralímpicos de Atenas 2004 por nueve deportistas, ocho hombres y una mujer.

## Medallistas
El equipo paralímpico azerbaiyano obtuvo las siguientes medallas:
| Nombre            | Deporte   | Evento                          |
| ----------------- | --------- | ------------------------------- |
| Oro               |           |                                 |
| Oleq Panyutin     | Atletismo | Salto de longitud F12 masculino |
| İlham Zəkiyev     | Yudo      | +100 kg masculino               |
| Plata             |           |                                 |
| Zeynəddin Bilalov | Atletismo | Triple salto F11 masculino      |
| Bronce            |           |                                 |
| Yelena Taranova   | Tiro      | Pistola de aire SH1 femenino    |